# Codex Iuris Bavarici Criminalis
Der Codex Iuris Bavarici Criminalis (abgekürzt häufig CIBI) war ein 1751 veröffentlichtes Strafgesetzbuch des Kurfürstentums Bayern. Das Gesetzbuch bildete den Auftakt zu einer umfassenden Rechtsreform, die mit den modernen zivil- und zivilprozessrechtlichen Kodifikationen abgeschlossen wurde.
Im Gegensatz zu den zivilen Rechtsordnungen, dem 1753 in Kraft getretenen Codex Iuris Bavarici Iudiciarii und dem Codex Maximilianeus Bavaricus Civilis von 1756, verrät der früher geschaffene Kriminalcodex noch keine Züge eines aufgeklärten Absolutismus, wie er dem Zeitgeist entsprochen hätte. Das Gesetzbuch enthielt noch die altertümlichen Straftatbestände und abstoßenden Sanktionen. Enthalten waren Zaubereidelikte, Gotteslästerung, Ketzerei und Hexerei. Zur Wahrheitsfindung diente ungebrochen die Folter, bezeichnet als „landsgebräuchliche Tortur“. Statthaft zur Folter waren der Daumenstock oder das Aufziehen und das Traktieren mit Spitzruten. Gegenüber den mittelalterlichen Regelungen wurde die Spitzrutenfolter darauf beschränkt, den Delinquenten bäuchlings zu legen, um Hiebe über dessen Rücken zu verteilen. Zum antiquierten Bild passt, dass als verschärfte Strafarten mit Todesfolge das Pfählen, Vierteilen oder Verbrennen fortgeschrieben wurde. Bisweilen sollten diese drastischen Strafen zur Vermeydung ohnnöthiger Kösten, hinführo unterlassen werden.

## Hintergrund
Den Anstoß zu dem von Wiguläus von Kreittmayr im Kurfürstlichen Rat Kurbayerns rechtlich umgesetzten und von Max III. Joseph begleiteten Reformvorhaben hatte die im Jahr 1746 erlassene Kabinettsorder Friedrichs II. von Preußen (Friedrich der Große) gegeben, dessen Motiv die Vereinheitlichung der territorialen Rechte und die Entscheidungsfähigkeit über gemeinrechtliche Streitfragen war. Der unter dem Einfluss Voltaires und Montesquieus stehende Friedrich II. forderte verständliche Gesetze, die auf natürlich vernünftigen Erwägungen eines Rechtssystems basieren sollten. Das bayerische Kurfürstentum griff diese Einflüsse auf, zumal die Rechtsgelehrten Christian Thomasius und Christian Wolff erhebliche Vorarbeit zu einem praktikablen Vernunftrecht geleistet hatten.

## Strafrechtliche Weiterentwicklung
Erst das von Anselm von Feuerbach in Bayern eingeführte Strafgesetzbuch von 1813 änderte das Strafrecht umfassend. Bereits in der Einleitung zu diesem neuen Gesetz war nachzulesen, dass sich der Codex seiner „unverhältnismäßigen Strenge wegen“ selbst überlebt habe. Die Folter wurde abgeschafft und das Gesetzlichkeitsprinzip eingeführt. Dieses Werk stand dann bereits in der kantkritischen Tradition des Naturrechts und machte auch in diversen Staaten außerhalb Bayerns Schule. Abgelöst wurde diese sehr fortschrittliche Kodifikation durch das Strafgesetzbuch für das Königreich Bayern von 1861.